# Лейла Алі
Лейла Амарія Алі (англ. Laila Amaria Ali; нар. 30 грудня 1977, Маямі-Біч, Флорида, США) — американська професійна боксерка. У професійному боксі жодного разу не програла, з 24 боїв — 24 перемоги, 21 нокаутом. Алі була Чемпіонкою світу за версіями IBA, WIBA та IWBF.

## Життєпис
Донька Мухаммеда Алі від його третьої дружини Вероніки Порше. 
27 серпня 2000 року одружилася з Джонні Макклейном, який став її менеджером. Наприкінці 2005 року вони розлучилися. 
23 липня 2007 року Алі одружилася з колишнім гравцем NFL Кертісом Конуеєм. 26 серпня 2008 року народила сина Кертіса Мохаммеда Конуея-молодшого. 4 квітня 2011 року народила доньку Сідні Конуей.

## Кар'єра
Свій перший бій на професійному рингу Алі провела 8 жовтня 1999 року проти Ейпріл Флауерс. Їй знадобилася всього 31 секунда, щоб перемогти суперницю нокаутом.
Десятий бій вона провела 8 червня 2001 проти Джекі Фрейзер-Лайд, дочки знаменитого противника її батька, Джо Фрейзера. Промоутери активно просували цей бій як четвертий бій у протистоянні Алі-Фрейзер та зробили його першим Pay-per-view в історії жіночого боксу. Алі здобула перемогу рішенням суддів.
8 листопада 2002 року, здобувши перемогу над Валері Мафуд, зібрала у себе титули Чемпіонки світу за версіями IBA, WIBA та IWBF. Надалі вона провела кілька успішних захистів титулів та завершила кар'єру в 2007 році непереможною. При цьому, протягом кар'єри Алі критикували інші зірки жіночого боксу, такі як Енн Вольф та Наталія Рагозіна, за те, що вона уникала зустрічей з ними на рингу.